# 김수연 (배우)
김수연(1989년 2월 23일 ~ )은 대한민국의 배우이다.
- 2010년 북아메리카 미국으로 이 하여 미국 로스엔젤레스 연극배우 데뷔 하였다.
- 2011년 아시아 대한민국 서울특별시에 돌아온뒤 2011년 MBC 에브리원 일일시트콤 《레알스쿨》 - 김수연 역 할로 데뷔 하였다.

## 학력
- 동덕여자대학교 방송연예학과

## 출연 작품

### 드라마
- 2011년 MBC 에브리원 일일시트콤 《레알스쿨》 - 김수연 역
- 2011년 MBN 일일시트콤 《뱀파이어 아이돌》 - 김수연 역
- 2012년 KBS2 단막극 《KBS 드라마 스페셜 - 내가 가장 예뻤을 때》 - 김윤아 역
- 2012년 KBS1 일일연속극 《힘내요 미스터 김》 - 천주희 역
- 2013년 SBS 수목드라마 《너의 목소리가 들려》 - 문동희 역[2]
- 2013년 MBC 일일연속극 《빛나는 로맨스》 - 변태영 역
- 2016년 MBC 주말 특별기획 《옥중화》 - 윤신혜 역
- 2016년 Sohu TV 한중합작웹드라마 《검은 달빛 아래서》 - 송월하/진주혜 역
- 2017년 KBS2 월화드라마 《저글러스》 - 왕미애 역[3]

### 영화
- 2012년 《스타: 빛나는 사랑》 - 아라 역
- 2016년 《굿바이 싱글》 - 자전거 매장 직원 역

### 뮤직비디오
- 2012년 김성규 - 60초

### 모델
- 쇼핑몰 - 민트[4]